# Kafr Tahla
Kafr Tahla (àrab: كفر طحلة, Kafr Ṭaḥla) és un poble de la governació de Qalyubia, a Egipte. És conegut per ser el lloc de naixement de l'activista i Premi Internacional Catalunya 2003 Nawal El Saadawi.